# Операција Везерибунг
Операција Везерибунг је било тајно име за напад нацистичке Немачка на Данску и Норвешку, а та операција уједно је и почетак Норвешке кампање. Име долази из немачког језика, а у преводу значи Операција Везер-вежба (Unternehmen Weserübung), по реци Везер у Немачкој.
У рано јутро 9. априла 1940, на Везертаг ("Везер дан"), Немачка је покренула инвазију на Данску и Норвешку, због отворене француско-британске расправе о окупацији наведених земаља. Након инвазије Немци су владама у Данској и Норвешкој рекли да је Вермахт дошао у циљу заштите њихових земаља, неутралних држава, против француско-британске агресије. Разлике у рељефу и климама ову су операцију за Немачку учинили врло различитом од осталих.
Искрцавање је било одређено на Везерцајт ("Везерско време"), према немачкој временској зони, у 05:15, а према норвешкој 04:15.

## Политичка и војна позадина
Почетком пролећа 1939, Британски адмиралитет је почео разматрати Скандинавију као могући положај за ратовање у надолазећем сукобу с Немачком. Британска влада се нерадо нашла у новоме сукобу на континенту Европе. Британци су започели стратегију блокаде, којом би индиректно, ослабили Немачку. Немачка индустрија зависила је од гвоздене руде коју су добивали из северне Шведске, а сва та руда пролазила је кроз норвешку луку Нарвик. Контрола норвешке обале такође би послужила као додатна блокада Немачкој.
У октобру 1939, заповедник немачке ратне морнарице, велики адмирал Ерих Редер, расправљао је с Хитлером о опасности која би се догодила када би Британци запосели норвешке луке, предлажући му, да Немци морају заузети те луке пре Британаца. Кригсмарине је тврдила да би им окупација Норвешке омогућила контролу над оближњим морима и олакшала подморничке операције против Уједињеног Краљевства. Међутим, други родови Вермахта, копнена војска и Луфтвафе нису се забрињавали толико око Норвешке, већ им је главни циљ био напад на земље Бенелукса.
Пред крај новембра, Винстон Черчил, као нови члан Краљевског ратног кабинета, предложио је минирање норвешких територијалних вода, операцију Вилфред. То би присилило бродове који су превозили гвоздену руду да плове отвореним морем, где би их Краљевска ратна морнарица пресретала.
Черчил је претпоставио да би операција Вилфред изазвала Немце да реагују у Норвешкој. Када би се то догодило, Савезници би покренули план Р 4 и окупирали Норвешку. Мало касније, Невил Чемберлен и лорд Халифакс одбацили су операцију Вилфред, због страха да ће неутралне земље, као САД, лоше реаговати на то. Након почетка Зимског рата између Совјетског Савеза и Финске, дипломатска политика је промењена, Черчил је поновно предложио свој план, али је поновно и одбијен.
У децембру, Уједињено Краљевство и Француска почеле су озбиљан план о томе да помогну Финској. Тај план је захтевао заузимање норвешке луке Нарвик, главне луке за укрцај жељезне руде, и заузимање Малмбанана, железницу од Нарвика до Лулеа у Шведској. Овај би план омогућио Савезницима да окупирају шведске руднике гвоздене руде. Тај план добио је подршку и Чемберлена и Халифакса. Рачунали су и на сарадњу Норвешке, која би им олакшала нека законска питања. Али ни Норвешка ни Шведска се нису сложиле с планом, и на њега су врло негативно реаговале. Планирање да се окупација изврши се наставила, али престало је оправдавање исте када је потписан Московски мировни споразум између Финске и Совјетског Савеза у марту 1940.

### Планирање
У забринутости да би Савезници могли блокирати долазак гвоздене руде, Хитлер је наредио Врховној команди Вермахта да започне планирање инвазије на Норвешку 14. децембра 1939. План је био назван студија Север и захтевао је само једну дивизију.
Између 14. и 19. јануара, Кригсмарине је направила бољу верзију овог плана. План је направљен на основи два кључна фактора: први је био напад изненађења, којим би се онеспособио норвешки отпор и британска инвазија, а други, да се као пријевозници трупа користе ратни бродови који су бржи, а не трговачки. То би дозволило окупирање свих жељених мијеста истовремено, а док су регуларни пријевозни бродови имали и ограничен домет. Овај план је захтијевао цијели корпус, укључујући брдску дивизију, падобранску дивизију, моторизовану стрељачку бригаду, и две пешадијске дивизије. Циљеви ове операције били су: норвешки главни град Осло и оближња насељена подручја, Берген, Нарвик, Тромсе, Трондхејм и Ставангер. План је захтевао и муњевит напад на краљевине Данску и Норвешку, што би требало да доведе и до брзе предаје обе држава.
Дана 21. фебруара 1940, за команданта операције постављен је генерал Николаус фон Фалкенхорст. Борио се у Финској током Првог светског рата и био је упознат са арктичким ратовањем. Али он је заповедао само копненим снагама, упркос Хитлеровој жељи да командује целокупним снагама у операцији.
Дана 27. јануара 1940, коначни план назван је операција Везерибунг. У операцији је учествовао XXI корпус, у чијем саставу је била 3. брдска дивизија и пет пешадијских дивизија, ниједна од њих није досад тестирана у бици. Падобранске чете биле би коришћене за заузимање узлетишта. Одлука да се мобилизује и 2. брдска дивизија донесена је касније.
Циљ је био заузимање Норвешке и да се преузме контрола узлетишта у Данској дипломатским путем. Но Хитлер је покренуо нову директиву 1. март, и тражио је заузимање и Данске и Норвешке. То је захтијевало и дјеловање Луфтвафеа који би напао ловачка узлетишта и позиције за узбуну. XXXI. корпус формиран је за инвазију Данске, а састојао се од двије пешадијске дивизије и 11. моторизоване бригаде. Цела операција била би потпомогнута и X ваздухопловним корпусом, који је у саставу имао око 1.000 авиона.

### Надметање
У фебруару је британски разарач ХМС Козак абордирао немачки танкер Алтмарк док је био у норвешким водама и тиме је угрозио норвешку неутралност. Спашавајући британске ратне заробљенике са танкера је исто тако угрозио неутралност Норвешке (Алтмарк се обавезао да ће их пустити чим стигне у неутралне воде). Хитлер је то сматрао као британски покушај да поремети норвешку неутралност, и тако је још више био одлучан да се предузме инвазија.
Дана 12. марта, Уједињено Краљевство је одлучило да пошаље експедиционе снаге у Норвешку у време када се стишавао Зимски рат. Експедиционе снаге су се почеле укрцавати 13. марта, али слање снага је отказана, пошто се Зимски рат завршио. Британски кабинет почео је разматрати Черчилову операцију и искрцавање копнених снага на тло Норвешке.
Први немачки бродови у инвазију су кренули 3. априла. Два дана касније, дугопланирана операција Вилфред је покренута, а у њој је учествовао морнарички одред ХМС Реноун послан у Скапа Флоу где му је било наређено да заузме норвешке воде. Минска поља постављена су у Вестфјорд у рано јутро 8. априла. Операција Вилфред се завршила, а дан касније, разарач Глауворм, који је заостао како би потражио једног морнара који је пао преко палубе, потопљен је у акцији против немачке крстарице Адмирал Хипер и још два немачка разарача.

## Инвазија на Данску
Стратешки, Данска је била важна Немачкој као одскочна позиција да би заузела Норвешку, још уз то, била је држава која је граничила с Немачком, и морала је бити контролисана. Дански положај на Балтику био је од велике важности, а контролом Данске, Немачка би била господар свих совјетских и немачких лука.
Мала и слаба, Данска је била врло погодна за немачке даље операције, а данска војска имала премале могућности за одбрану. У раним јутарњим сатима, неколико данских јединица сукобило се са немачкима, па су претрпјели одређене губитке - 16 мртвих и 20 рањених. Нијемци су имали непознат број жртава, али при тому су имали уништених 12 оклопних возила, мотоцикла и неколико аутомобила. Четири немачка тенка била су оштећена и један авион типа Хајнкел He 111 је оборен. Два немачка војника била су заробљена.
Тренутак пре службеног почетка инвазије 9. априла, немачки амбасадор у Данској, Ренте-Финк, позвао је министра спољних послова Данске Минха и затражио састанак с њим. Када су се сусрели, Ренте-Финк га је обавестио да су немачке трупе кренуле у заштиту Данске против француско-британског напада. Немачки амбасадор је тражио да се дански отпор одмах прекине, и успостављен је контакт између данске Владе и немачких оружаних снага. Ако Данска не би пристала на захтеве, Луфтвафе би бомбардовао главни град Данске, Копенхаген.
Како су немачки захтеви испуњени, кренуло је и прво напредовање, те је у 04:15 заузет Гедсер и настављено је напредовање ка сјеверу. Немачки падобранци су заузели Сторстрøмски мост и утврђење код Маснедøа.
У 04:20, по локалном времену, 1.000 пешадинаца пристигло је у копенхагенску луку и брзо заробљавају дански гарнизон без испаљеног метка. Из луке Нијемци су напредовали према Амалиенборгској палати с циљем заробљавања данске краљевске обитељи. Њемачке снаге стигле су у краљевску резиденцију, а Краљевска гарда је одбила први њемачки напад на Амалиенборг, што је дало Кристијану X времена да се сусретне са командантом данске војске, генералом Приором. Пошто се расправа развукла, неколико авиона типа Хеинкел 111 и Дорниер 17 избацило је летке назване ОПРОП!. У лецима је појашњено да ће главни град бити бомбардован уколико Данска не капитулира, на крају Данска је попустила.
У 05:45, две групе немачких Месершмита Bf 110 напала су верлесеско узлетиште и уништиле данско ваздухопловство. Упркос жестоком отпору данских противавионских топова, немачки авиони су уништили 14 данских ловаца и тешко оштетили још 14.

## Инвазија на Норвешку

### Мотиви за инвазију и борбени поредак
Норвешка је била важна Немачкој из два примарна разлога: прво, као морнаричка база за подморнице који би из норвешких лука нападали савезничке пријевозне бродове, танкере... и друго да би осигурали пошиљке гвоздене руде из северне Шведске кроз луку Нарвик.  Немачка је била забринута да Савезници не блокирају пут гвоздене руде из Нарвика, а од туда је долазило 90% немачке гвоздене руде.
У инвазији на Норвешку судјеловао је XXI корпус, под заповедништвом генерала фон Фалкенхорста и састојао се од следећих главних јединица:
- 163. пешадијске дивизије
- 69. пјешачке дивизије
- 169. пјешачке дивизије
- 181. пјешачке дивизије
- 214. пјешачке дивизије
- 2. пука 3. брдске дивизије

### Хронологија догађаја
- 8. априла 1940. , Кампфгруппе 5 опажен је од стране норвешког одбрамбеног пловила Пол III. Пол III је отворио ватру на Немце, а њен капетан Лиф Велдинг-Олсен постао је прва норвешка жртва рањена у рату.
- Немачку тешку крстарицу Блихер у Ослофјорду 9. априла потапају норвешки топови стари 48 година, производње Круп (названих Мојсије и Арон, калибра 28цм; инсталираних у Осцарсборшком утврђењу у мају 1893).
  - Њемачки бродови запловили су Фјордом према Ослу, кроз Дрøбакшке пролазе (Дрøбаксундет). У јутро 9. априла, артиљерија из Осцарборшке тврђаве отворила је ватру на водећи брод Блихер, који је освијетљен свијетлима око 05.15 сати. За два сата, брод је, у немогућности да се креће у пролазу, био потопљен са 600-1.000 војника. Упозорење из тврђаве стигло је норвешкој краљевској обитељи, која је побјегла заједно с националном ризницом.
- Њемачки падобранци су се спустили на Форнебу, кјевишку узлетницу и ваздухопловну базу Соја – то ће касније постати први напад падобранаца у историји;[1] међу Луфтвафеовим падобранцима био је и Рајнхард Хајдрих.

- Видкун Квислинг је преко радија прогласио државни удар.
- Захваљујући потапању Блицхера, краљевска породица, Влада и министри избјегли су њемачку војску и побјегли;[1] Краљ Хокон VII одбио је предају; Битка за Мидтскоген; бомбардован Елверум и Нyбергсунд; Краљевска породица, кабинет, влада и парламент заједно с државном ризницом беже северно од Немаца.
- Градови и села Берген, Ставангер, Ејгерсунд, Кристијансанд, Арендал, Хортен, Трондхејм и Нарвик окупирани су у року од 24 сата.
- Храбро, али у потпуности неефективно, норвешки бродови Норге и Еидсволд у Нарвику супротставили су се нападачима, али су потопљени торпедима с великим људским губицима.
- Прва и Друга битка за Нарвик (Краљевска морнарица против Кригсмарине).
- Њемачке снаге заузеле су Нарвик и искрцале 2 000 горских пјешака, али британски контра-напад старим бродом ХМС Wарспитеом и разарачком флотилом потопили су 10 њемачких разарача и дјеловали док им није понестало стрељива и горива.
- Разарајуће бомбардирање градова Нyбергсунда, Елверума, Ондалснеса, Молдеа, Кристијансунда, Стејнћера, Намсоса, Бодеа, Нарвика – неки од њих су тактички бомбардовани, а над некима је извршен терор.
- Опште напредовање Нијемаца ка Ослу са супериорнијим оружјем, норвешки војници имали су прастаро оружје, а били су потпомогнути неким британским и француским трупама. Ово је била прва копнена битка између Уједињеног Краљевства и Њемачке у Другом свјетском рату.
- Копнене битке код Нарвика: Норвешке и савезничке снаге (француска и пољска војска) биле су под заповедништвом генерала Флеисцхера и постигле су прву већу побједу против Вермахта, те слиједи тактичко повлачење Савезника.
- С евакуацијом краља и кабинета из Молдеа у Тромсеу 29. априла, и савезничког повлачења из Ондалснеса 1. маја отпор у јужној Норвешкој је завршен.
- Посљедња тврђава Хегра одупирала се немачким нападима до 5. маја.
- Краљ Хокон, Улав V, и кабинет избегли су из Тромсеа 7. јуна (с британским крузером) да представљају Норвешку у избјеглиштву (Краљ се вратио у Осло на исти дан пет година касније); принцеза Марта и њена дјеца одбили су азил у Шведској и из Петсама у Финској избегли у САД.
- Норвешка је капитулирала (иако су се неки наставили борити као покрет отпора све до њемачке капитулације 8. маја 1945.) 10. јуна 1940, два месеца после Везертага, Норвешка је постала једна од земаља које је окупирала Немачка, али пружала је најдужи отпор што је могла.

На далекоме северу, норвешке, француске и пољске трупе, уз подршку Краљевске морнарице и Краљевским ваздухопловством, борили су се против Немаца око контроле над луком Нарвик, важне за гвоздене руде, јер је шведска лука Лулео залеђена зими. Немци су одбачени из Нарвика 28. маја, али због ситуације у Европи савезничке трупе су повучене у операцији Алфабет. Немци су преузели Нарвик 9. јуна. Цивилно становништво је избегло због бомбардовања Луфтвафеа.

## Немачки односи са Шведском и Финском
Операција Везерибунг није укључивала војни напад на Шведску, јер није било потребе. Држећи Норвешку и Данску, и неке балтичке обале, Трећи рајх је окружио Шведску са севера, запада и југа; а источно се налазио Совјетски Савез, наследник Русије, великог непријатеља Шведске и Финске.
Шведску и финску трговину контролисао је Кригсмарин. Као последица, Немци су тражили од Шведске да дозволи немачким војницима на одсуству да оставе своју опрему и оружје у Норвешкој и преко Шведске стигну у Немачку. Дана 18. јуна 1940. постигнут је споразум. Укупно 2,14 милиона немачких војника, и више од 100.000 жељезничких вагона прешло је преко шведске границе. Споразум је био обустављен 20. августа 1943.
Дана 19. августа 1940. Финска је пристала на то да допусти слободан прелаз немачкој војсци кроз њену територију, са споразумом потписаним 22. септембра 1940. Слободан пролаз користили су војници и преносила се војна опрема, углавном из северне Норвешке. Касније ће тај промет порасти са почетком операције Барбароса.